# マジマジカル
「マジマジカル/キマグレWorld」はYU-SEI vivit AZAZELの1枚目のシングル。2015年3月4日にvivit Recordsから発売された。

## 概要
- 「マジマジカル」は、「 Teaたいむ★インヴィテーション」のカップリング曲として2014年8月26日に公演会場及びネット限定販売CDとして収録されたが、2015年3月4日に全国リリース曲となる。オリコンデイリーチャート11位（2015年3月3日付）、オリコン週間チャート20位（2015年3月2日－3月8日付）。
- 「vivitバージョン（VIVI-10001）」、「テンセーバージョン（VIVI-10002）」、「マジカルバージョン（VIVI-10003）」の3種の異なるジャケットと手書きメッセージのバージョンがある。
- 曲のタイトルである「マジマジカル」は、しばしばファンの間でおまじないの言葉などとしても多用され、twitterなどでも「明日のテスト頑張れるかな、マジマジカル✡」などのように使用される。また、おまじないとしての意味合いだけでなく、「好きな人と話ができたよ！マジマジカル✡」のように嬉しさを表現する際や、「ほんとに！？すごいじゃん！マジマジカル✡」のように喜ばしい驚きを表現する際などに使用されることも多い。
- ライブやイベントなどではYU-SEI vivit AZAZELの「みんなのあしたがハッピーでありますように、マジマジカル！」という掛け声に続いて曲のイントロが流れる。

## 収録曲
1. マジマジカル[4:01] 
作詞：vivit AZAZEL / 作曲：S.A.C. / 編曲：S.A.C.
2. キマグレWorld[4:18]
作詞：vivit AZAZEL / 作曲：S.A.C. / 編曲：S.A.C.
3. Teaたいむ✡インヴィテーション　オルゴールVer.[2:33]
作曲：S.A.C / 編曲：S.A.C.